# Pjongjanški metro
Pjongjanški metro je metro sustav Pjongjanga, glavnog grada Sjeverne Koreje. Ovaj metro sastoji se od dvije linije. Linija Čolima prometuje od stanice Kwangbok na sjeverozapadu do stanice Ragwǒn na sjeveroistoku. Linija Hioksin prometuje od stanice Puhǔng na obali Taedonga do stanice Pulgǔnbyǒl. Linije se sijeku na stanici Chǒnu. Ukupan broj postaja je 17, a ukupna duljina linijâ iznosi 22 km. Sustav dnevno prevozi između 300,000 i 700,000 putnika.
Izgradnja metroa je počela 1968. godine. Najveći incident se dogodio prilikom izgradnje tunela ispod rijeke Taedong. Prema nekim izvorima, poginulo je najmanje 100 radnika. Izgradnja ovog posebnog dijela tunela nikad nije završena. Metro mreža je sada kompletno locirana na zapadnoj obali rijeke.

## Mreža
Mreža se sastoji od dvije linije:
- Čolima linija, dobila ime po vrlo brzom konju iz korejske mitologije.

Duljina: oko 12 km. Izgradnja započeta 1968., a završena 1973.
- Hioksin linija. Duljina: oko 10 km. Prometuje od 1975. godine.

Imena stanicâ ovog metroa nisu dodijeljena po mjestu gdje se stanica nalazi, već po motivima Sjevernokorejske revolucije.
Mreža je u potpunosti pod zemljom. Projekt ovog metroa se bazirao na metro-sustavima komunističkih zemalja, naročito na Moskovskom metrou. Moskovski i pjongjanški metroi imaju mnogo toga zajedničkog; počevši od dubine tunela do razdaljine između stanica. Drugi zajednički aspekt ovih metroa je socrealistički stil koji se može zamijetiti na postajama.
Tijekom ratnog stanja, postaje mogu služiti kao skloništa. Za ovu namjenu, postaje su osigurane velikim čeličnim vratima. Neki izvori tvrde da su velike vojne instalacije povezane s postajama.

## Promet vlakova
Ovaj metro sustav dozvoljava prometovanje vlakova u intervalu od minimalno 2 minute (idealno tijekom gužvi). Međutim, zbog energetske krize u kojoj se Sjeverna Koreja nalazi, vlakovi prometuju u intervalu od oko 7 minuta. Neki tvrde da metro u Pjongjangu funkcionira samo tijekom gužvi.

## Kompozicije
Kad je metro počeo s radom 1970-ih godina, koristili su se novi vlakovi. Bili su to vlakovi s četiri vagona koji su napravljeni 1972. godine u kineskoj tvornici automobila Čangčung. Naziv ovog modela je DK4. 1998. godine ovi vlakovi su prodani pekinškom metrou (gdje danas voze u kompoziciji s tri vagona na liniji 13).
Od 1998. godine, pjongjanški metro koristi rabljene njemačke vlakove koji su se koristili u berlinskom U-Bahnu. To su sljedeći:
- GI (Gisela), istočnoberlinski model, rađen između 1978. i 1982.
- D (Dora), zapadnoberlinski model, rađen između 1957. i 1965.

Ovi vlakovi su sada u crvenoj i krem boji. Sve reklame su uklonjene i na njihovom mjestu se nalaze portreti Kim Il Sunga i Kim Jong-ila.
Nedavni putnici su vidjeli samo model Dora u prometu. Nije poznato je li model Gisela i dalje u upotrebi.

## Poveznice
- Promet Sjeverne Koreje
- Pjongjang

## Vanjske poveznice
- Internet-prezentacija o pjongjanškom metrou  Arhivirana inačica izvorne stranice od 14. travnja 2019. (Wayback Machine)
- Pjongjang na Urbanrail.net  Arhivirana inačica izvorne stranice od 25. kolovoza 2006. (Wayback Machine)